# Keren Yedaya
Keren Yedaya, née le 23 novembre 1972, est une cinéaste israélienne. Elle naît aux États-Unis, mais sa famille part en Israël en 1975 quand elle n’a que trois ans. Elle a fait ses études à l’école d’art Camera Obscura à Tel Aviv.
Féministe engagée, Keren Yedaya milite en faveur des droits des femmes et participe aux mouvements de protestation contre la présence militaire israélienne en Cisjordanie. Ses films reflètent son engagement politique. Elle commence sa carrière en tournant les courts métrages Elinor en 1994, sur les tribulations d’une conscrite israélienne dans l’armée, tandis que Lulu, en 1998, traite de la prostitution en Israël. Après ces travaux, le producteur  français Emmanuel Agneray l’invite en France où elle tourne son troisième court métrage, Les dessous (en anglais, Underwear), sur un magasin parisien de lingerie féminine.
En 2001, elle reçoit un soutien financier du Festival international du cinéma méditerranéen de Montpellier pour tourner un long métrage. Il en résulte son premier long métrage Mon trésor (en anglais, Or (My Treasure)) ,, qui sort en 2004 et gagne la Caméra d'or au  Festival  de Cannes. Son long métrage suivant est Jaffa en 2009, également projeté au Festival de Cannes.

## Filmographie

### Réalisatrice
- 1994 : Elinor (court métrage)
- 1999 : Lulu (court métrage)
- 2001 : Les dessous (en anglais, Underwear)
- 2004 : Mon trésor (en anglais, Or (My Treasure))
- 2009 : Jaffa (2009)
- 2014 : Loin de mon père
- 2019 : Red Fields

### Scénariste
- 2001: Les dessous
- 2004: Mon trésor
- 2009: Jaffa (2009)

## Récompenses
- 2004 : Caméra d'or au Festival de Cannes pour Mon trésor
- 2004 : Meilleur réalisateur au  Mexico City International Contemporary Film Festival pour Mon trésor